# Boophis jaegeri
Boophis jaegeri és una espècie de granota de la família dels mantèl·lids endèmica de Madagascar. Està amenaçada d'extinció per la pèrdua del seu hàbitat natural.